# Cyrtochilum
Cyrtochilum es un género de orquídeas. Tiene 139 especies. Se distribuye por Venezuela, Colombia a Ecuador y Perú donde su hábitat son las montañas y tierras altas. Comprende 574 especies descritas y de estas, solo 138 aceptadas.

## Descripción
Las especies de Cyrtochilum han sido segregadas del género Oncidium debido a sus largos rizomas con espaciados pseudobulbo con 3 o 4 pares de largas hoja alrededor de la base, con una inflorescencia con muchas flores de gran tamaño. 

## Taxonomía
El género fue descrito por Kunth y publicado en Nova Genera et Species Plantarum 1: 280. 1816. La especie tipo es: Cyrtochilum undulatum Kunth.
Etimología
Cyrtochilum: nombre genérico que deriva del griego y que se refiere al labelo curvado que es tan rígido que es casi imposible de enderezar.

## Especies
Lista completa de especies de Cyrtochilum